# Horn af Rantzien
Horn af Rantzien är namnet på tre svenska besläktade adelsätter.

## Historik
Ätten är bördig från Greifswald i Pommern, där den tillhörde adeln. Släkten är känd sedan 1315 och besatt godset Ranzin.
Ätten inkom till Sverige i två grenar. En gren utgår från riksrådet Henning Rudolf Horn af Rantzien (1651-1730) som 1719 blev greve i Sverige. Denna gren slocknade 1892 med hans sonsons sonsons son landshövdingen Rudolf Horn (1825–92). Barnen till dennes bror, överste Carl Gustaf Horn af Rantzien, fick friherrlig värdighet 1719, men denna gren slocknade 1775 på manssidan med den ende sonen till Gustaf Jakob Horn af Rantzien.
Den fortlevande grenen härstammar från Samuel Henrik Horn af Rantzien, vars gren uppflyttades till kommendörsätt i riddarklassen 1 november 1797 på nummer 1 910 A. I och med 1809 års regeringsform avskaffades kommendörstiteln och alla ätter med titeln kvarstod i svenneklassen som obetitlad adel.
Till släkten hör även författarinnan Vivi Horn, född Ankarcrona (1877-1971), gift med överstelöjtnant Christer Michaël Horn (1868–1955), sonsons son till Samuel Henrik Horn.

## Personer i släkten Horn af Rantzien
- Anna Horn af Rantzien (1924–2009), författare och politiker
- Baltzar Filip Horn af Rantzien (1736–1788), sjömilitär
- Bengt Horn af Rantzien (1692–1738), militär
- Carl Horn af Rantzien (född 1946), företagsledare
- Henning Rudolf Horn af Rantzien (1651–1730), militär, riksråd
- Henrik Reinhold Horn af Rantzien (1783–1853), militär
- Gustaf Jacob Horn af Rantzien (1706–1756), hovmarskalk
- Mia Horn af Rantzien (född 1953), nationalekonom och diplomat